# Louis Poulsen
Louis Poulsen [ˈpɔu̯lsn̩] ist ein dänischer Beleuchtungshersteller. Das Unternehmen wurde 1874 gegründet. Louis Poulsen Lighting wird durch Vertriebs- und Tochtergesellschaften sowie durch Händler weltweit vertreten. Zu den wichtigsten Absatzregionen des Unternehmens zählen Skandinavien, Europa, Japan und die USA. Louis Poulsen hat mit Designern wie Arne Jacobsen und Poul Henningsen zusammengearbeitet. Zu den bekanntesten Produkten gehören die PH-Leuchten.

## Geschichte

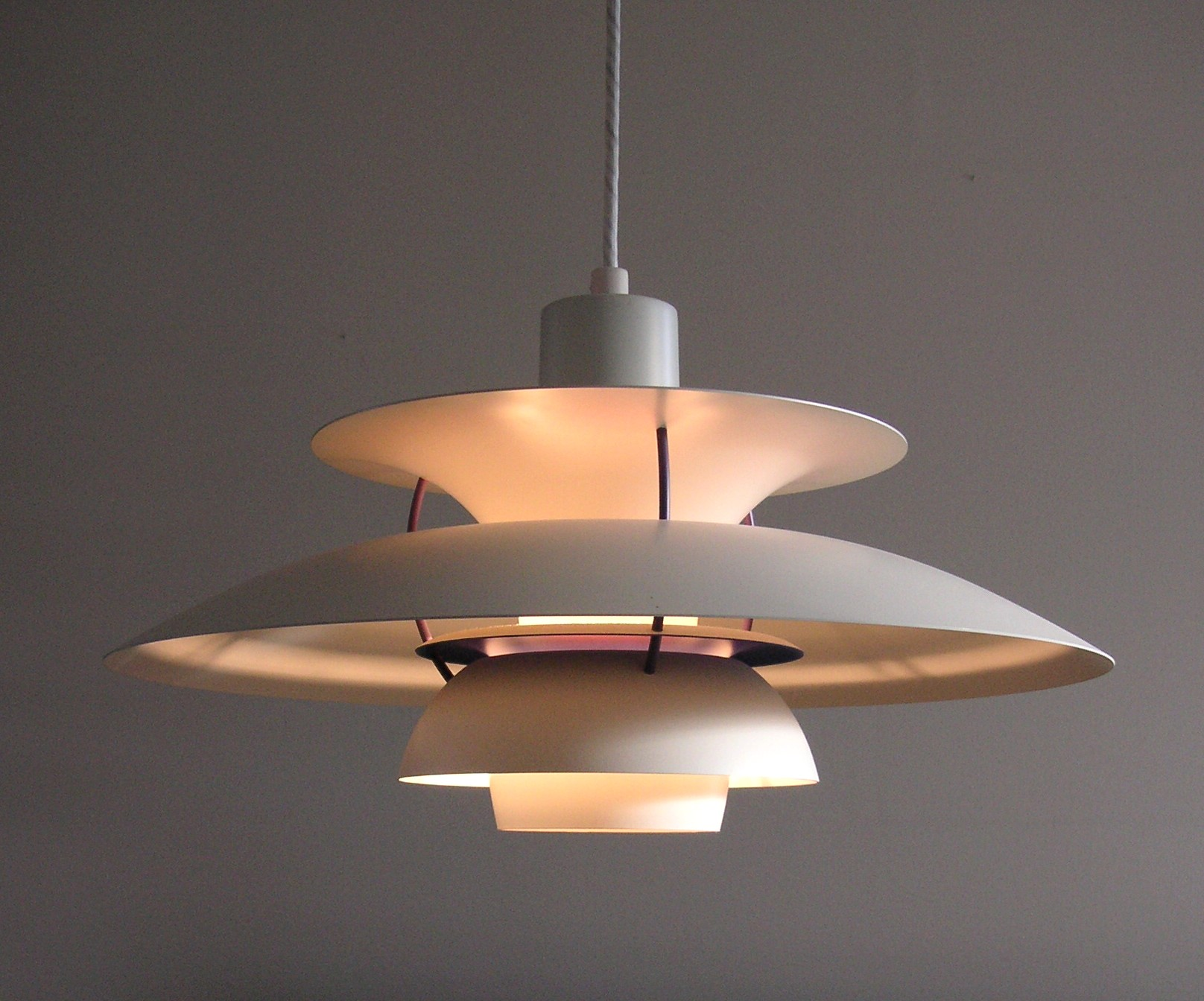
Poul Henningsens PH-5-Leuchte.

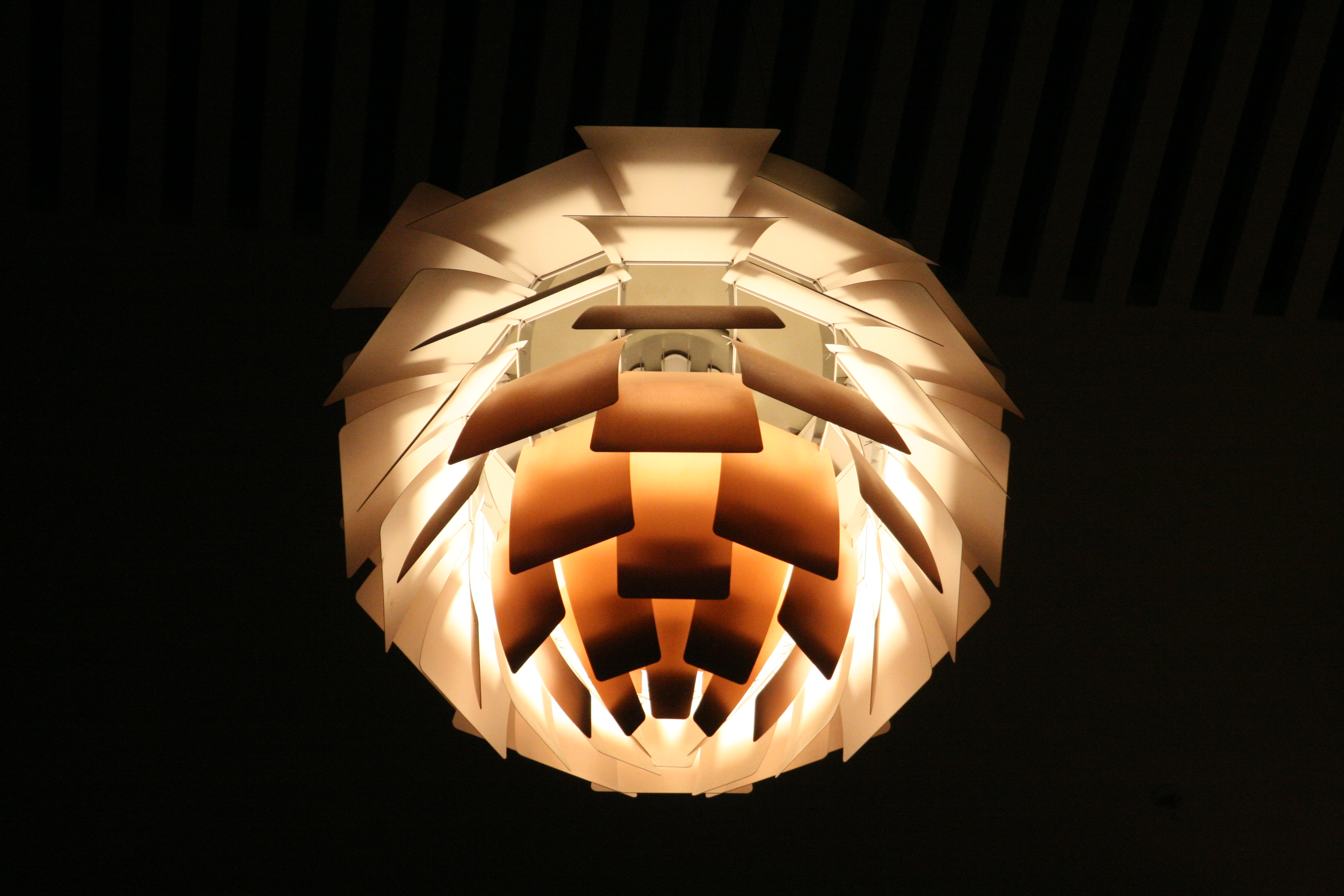
Poul Henningsens ikonische Artichoke-Leuchte.

1874 gründete Ludvig R. Poulsen ein Weinimportunternehmen unter dem Namen „Kjøbenhavns direkte Vin-Import-Kompagni“ (dt.: Die Kopenhagener Direkt-Weinimportgesellschaft). 1878 wurde das Geschäft aufgegeben, aber bereits 1892 eröffnete Ludvig R. Poulsen sein zweites Unternehmen, das sich auf den Verkauf von Werkzeugen und Elektrogeräten spezialisierte. Bevor er 1906 starb, stellte Ludvig R. Poulsen 1896 seinen Neffen Louis Poulsen ein. Louis übernahm das Unternehmen und zog zwei Jahre später nach Nyhavn 11, unweit von der Adresse, an der sich noch heute der Unternehmenssitz befindet. Fünf Jahre später stieg Sophus Kaastrup-Olsen als Partner in das Unternehmen ein, dessen Name in Louis Poulsen & Co. geändert wurde. Im Jahre 1914 veröffentlichte Louis Poulsen & Co. seinen ersten Katalog, in dem Maschinen und Werkzeuge beworben wurden. 1917 kaufte Sophus Kaastrup-Olsen die Unternehmensanteile von Louis Poulsen für 10.000 dänische Kronen und wurde dadurch zum alleinigen Eigentümer von Louis Poulsen & Co.
1924 begann die Zusammenarbeit zwischen Louis Poulsen und dem Designer Poul Henningsen, um an der Pariser „Exposition Internationale des Arts Decoratifs & Industriels Modernes“, einer internationalen Ausstellung für dekorative Kunst und Industriedesign, teilzunehmen. Mit einer Ausschreibung sollten qualifizierte Teilnehmer gefunden werden und Henningsen war einer der Gewinner. Im Folgejahr wurde Poul Henningsens Leuchte mit der Goldmedaille der Ausstellung geehrt.
1926 gewannen Louis Poulsen und Poul Henningsen die Ausschreibung für ein Gebäude in Kopenhagen, das mit PH-Leuchten mit den drei Schirmen ausgestattet war.
Louis Poulsen begann mit der Vermarktung der Leuchten und es erschien der erste Katalog in dänischer, deutscher, englischer und französischer Sprache.
Zur Zeit des Zweiten Weltkriegs übernahm Louis Poulsen & Co. A/S, mittlerweile eine Aktiengesellschaft, 1941 die Kopenhagener Metallwarenfabrik Laurits Henriksen und begann seine Leuchten selbst herzustellen.
Henningsen entwarf eine Verdunkelungsbeleuchtung für den Vergnügungspark Tivoli in Kopenhagen, wodurch der Park bis Mitternacht geöffnet werden konnte. Das Licht der Leuchten konnte von überfliegenden Flugzeugen nicht gesehen werden.
1958 erschien die PH5-Leuchte. Die Zahl „5“ im Namen bezieht sich auf den Durchmesser der Leuchte: 50 cm. Zum 50-jährigen Jubiläum der Leuchte stellte das Unternehmen die Leuchte in neuen Farben vor.
Die erste Tochtergesellschaft außerhalb Dänemarks wurde 1962 in der Bundesrepublik Deutschland gegründet. 1964 und 1975 folgten weitere Tochtergesellschaften in Frankreich und Schweden. 1976 wurde die Partnerschaft mit I/S El-Salg begründet. Zwei Jahre später bezog Elpefa A/S (ehemals Laurits Henriksen) neue Produktionshallen in Sluseholmen und übernahm die Produktion und Montage sämtlicher Leuchten. 1977 fusionierte Elpefa A/S mit Louis Poulsen. Zu dieser Zeit wurden Class-B-Aktien von Louis Poulsen zum ersten Mal an der Kopenhagener Börse gehandelt. 1985 wurde ein Tochterunternehmen im Bereich Beleuchtung in den Vereinigten Staaten, ein Elektrowarengroßhandel auf den Färöer-Inseln sowie JO-EL A/S gegründet. 1987 wurde in Norwegen eine Tochtergesellschaft im Geschäftsbereich Beleuchtung gegründet und die Umsätze der Louis Poulsen Group überstiegen die 1-Milliarde-DKK-Marke. Im Folgejahr wurden Tochtergesellschaften in Australien und den Niederlanden gegründet. Im Jahre 1989 erwarb Louis Poulsen Skandia Havemann’s El A/S und somit auch 16 Vertriebsstellen für den Elektrowarengroßhandel.
Am 9. September 1994 wäre Poul Henningsen 100 Jahre alt geworden. Aus diesem Grund veröffentlichte Louis Poulsen & Co. A/S ein Buch über die Geschichte der PH-Leuchte, brachte die PH-Tischleuchte sowie die TREPH-Pendelleuchte der späten 1920er-Jahre neu heraus und kuratierte eine Ausstellung mit alten PH-Leuchten im Museum of Decorative Art (Kunstindustrimuseet) in Kopenhagen. 2014 wäre Poul Henningsen 120 Jahre alt geworden. Zu diesem Anlass brachte Louis Poulsen die PH 3 1/2-3-Pendelleuchte heraus, die Hennigsen 1929 entworfen hatte.
2004 kooperierte Louis Poulsen Lighting mit Fritz Hansen, Royal Copenhagen und Bang & Olufsen für eine Ausstellung in Tokio anlässlich des offiziellen Besuchs von Königin Margrethe II. im November in Japan. Die Ausstellung trug den Titel „Styling Danish Life“ und wurde von dem Architekten Tadao Ando entworfen.
Seit 2018 ist Poulsen, zusammen mit dem italienischen Leuchtenhersteller Flos (bekannt durch die Stehleuchte Arco) und dem Möbelhersteller B&B Italia (bekannt u. a. als Produzent des aufblasbaren Sessels Up von Gaetano Pesce sowie als Erwerber des Archivs von Luigi Caccia Dominioni und dessen Firma Azucena), unter dem Dach der Design Holding vereint, die zu je 48 % den Investmentunternehmen Investindustrial (Italien) und The Carlyle Group (USA) gehört.